# Ivo Watts-Russell
Ivo Watts-Russell (Northamptonshire, 8 september 1954) is een Britse platenbaas en producer en laat soms ook van zich horen als toetsenist.
Watts-Russell begon zijn carrière achter de toonbank in de Beggars Banquet Records-winkelketen. Samen met Peter Kent richtte hij in 1979 het succesvolle muzieklabel 4AD op. Kent besloot een jaar later zijn eigen weg te gaan, Watts bleef aan als president en maakte 4AD groot met het ontdekken van het juiste talent op het juiste moment. Watts verkocht zijn aandelen alsnog in 1999 aan de Beggars Group om zich meer te kunnen wijden aan het uitgeven van boeken.
Watts heeft als producer aan verschillende platen meegewerkt, daarbij zijn eigen rol omschrijvend als "muzikaal regisseur". Een van zijn bekendste producties is het debuutalbum Garlands van de Cocteau Twins. Hun lied Ivo van het album Treasure is een ode aan Watts-Russell. Hij was ook de producer van het album Fetisch van Xmal Deutschland. 
Hij stond aan het roer van This Mortal Coil; Hij selecteerde de nummers en de muzikanten en zangers voor elk nummer. Het project kreeg een vervolg in The Hope Blister, die twee ambient platen ...smile's ok and Underarms opleverde. In 1992 componeerde hij de soundtrack van de film Listopad. Hij is ook de drijvende kracht achter verschillende artiesten die zich toeleggen op remixes.